# Valle della Corte
Valle della Corte este o arie protejată (arie specială de conservare — SAC, sit de importanță comunitară — SCI) din Italia întinsă pe o suprafață de 1.814 ha, integral pe uscat.

## Localizare
Centrul sitului Valle della Corte este situat la coordonatele 42°43′00″N 13°23′15″E / 42.716667°N 13.3875°E.

## Înființare
Situl Valle della Corte a fost declarat sit de importanță comunitară în iunie 1995 pentru a proteja 1 specie de plante și 16 specii de animale. Situl a fost protejat și ca arie specială de conservare în aprilie 2016.

## Biodiversitate
Situată în ecoregiunea continentală, aria protejată conține 7 habitate naturale: Liziere de ierburi înalte hidrofile de câmpie și de nivel montan până la alpin, Păduri de Castanea sativa, Păduri de fag din Apenini cu Taxus și Ilex, Păduri de stejar alb estice, Pajiști alpine și boreale, Păduri de fag din Apenini cu Abies alba și păduri de fag cu Abies nebrodensis, Formațiuni ierboase bogate în specii de Nardus, dezvoltate pe substraturi silicioase în zone montane (și în zone submontane, în Europa continentală).
La baza desemnării sitului se află mai multe specii protejate:
- plante (1): Himantoglossum adriaticum
- păsări (13): uliu porumbar (Accipiter gentilis), uliu păsărar (Accipiter nisus), șorecarul comun (Buteo buteo), florinte (Chloris chloris), botgros (Coccothraustes coccothraustes), porumbel gulerat (Columba palumbus), ciocănitoare pestriță mare (Dendrocopos major), cinteză (Fringilla coelebs), sfrâncioc roșiatic (Lanius collurio), viespar (Pernis apivorus), mugurarul (Pyrrhula pyrrhula), turturică (Streptopelia turtur), sturzul de vâsc (Turdus viscivorus)
- amfibieni (2): Bombina pachypus, Salamandrina terdigitata
- mamifere (1): lupul (Canis lupus)

Pe lângă speciile protejate, pe teritoriul sitului au mai fost identificate 4 specii de plante, 2 specii de păsări, 1 specie de amfibieni.